# آرامگاه امامزاده سید علی
بقعه امامزاده سید علی مربوط به دوران‌های تاریخی پس از اسلام است و در شهرستان تاکستان، روستای شاردین واقع شده و این اثر در تاریخ ۲۵ اسفند ۱۳۷۸ با شمارهٔ ثبت ۲۶۳۱ به‌عنوان یکی از آثار ملی ایران به ثبت رسیده است.